# IC 243
IC 243 est une galaxie spirale barrée située dans la constellation de la Baleine. Sa vitesse par rapport au fond diffus cosmologique est de (6995 ± 42) km/s, ce qui correspond à une distance de Hubble de 103,2 ± 7,3 Mpc (∼337 millions d'al). IC 243 a été découverte par l'astronome français Stéphane Javelle en 1892. Elle a peut-être été observée par l'astronome américain Lewis Swift en 1886 et inscrite plus tard au catalogue NGC sous la cote NGC 1037.